# Православие в Камеруне
В Камеруне греки появились давно, и здесь всегда была значительная греческая община. Ещё в 1958 году открылась первая в Западной Африке епархия. Греки построили здесь православные храмы в Яунде — столице страны, и в Дуала, главном порту страны. До приезда митрополита Иринея (с 1977 стал митрополитом Камерунским и Западно-африканским) здесь не было православных из местных жителей. Однако постепенно камерунцы начали интересоваться Православием, Владыка пригласил некоторых на службу. Так появились первые православные камерунцы.
Также появилось Православие на северо-востоке страны, на границе с Чадом. Здесь рабочие из местного населения, которые трудились на плантациях греков, приняли Православие. Эти люди принадлежали к племени тубури, сейчас на этой территории находится 8 православных приходов.
В Камерунскую митрополию также входят страны: Чад, Гвинея, Габон. С 1997 по 2002 гг. митрополитом Камерунским и Западно-африканским был нынешний патриарх Александрийский и всей Африки Феодор II. До него здесь трудился с 1990 по 1991 и с 1994 по 1997 гг. покойный патриарх Петр VII.
Оба иерарха известны своим огромным вкладом в православную миссию.
В Яунде была открыта семинария для франкоязычных православных.
Численность православных в Камеруне составляет 0,2 % населения (около 40 тысяч человек).